# Това познато чувство
„Това познато чувство“ (на английски: That Old Feeling) е американска романтична комедия от 1997 г. на режисьора Карл Райнър, последният му филм преди смъртта му през 2020 г. Във филма участват Бет Мидлър, Денис Фарина, Пола Маршъл, Гейл О'Грейди, Дейвид Раше и Дани Нучи.

## Актьорски състав
| Актьор              | Роля                       |
| ------------------- | -------------------------- |
| Бет Мидлър          | Лили Ленърд                |
| Денис Фарина        | Дан де Мора                |
| Пола Маршъл         | Моли де Мора               |
| Гейл О'Грейди       | Роуена                     |
| Дейвид Раше         | Алън                       |
| Джеймс Дентън       | Кийт Маркс                 |
| Дани Нучи           | Джоуи Дона                 |
| Блу Манкума         | Пианистът                  |
| Джейн Истууд        | Леля Айрис                 |
| Майкъл Дж. Рейнолдс | Сенатор Маркс              |
| Джон Лучак          | Съпругата на Сенатор Маркс |
| Лула Франклин       | Баба Тапър                 |
| Майк Уилмот         | Мъж на сватбата            |
| Джордж Хевенор      | Ръководител на оркестър    |
| Иън Д. Кларк        | Руфъс                      |
| Дейвид Хюбанд       | Ченге                      |
| Тони Крейг          | Ченге                      |
| Ким Борн            | Сервитьорка                |
| Кара Чисхолм        | Сервитьорка                |

## В България
В България филмът е издаден на VHS от Александра Видео на 13 април 1998 г.
На 22 септември 2007 г. е излъчен по „Би Ти Ви“ в събота от 20:00 ч.
На 19 декември 2008 г. е излъчен по Нова телевизия.
Български дублаж
| Преводач            | Боби Стефанов                                                                    |
| Тонрежисьор         | Михаил Михайлов                                                                  |
| Режисьор на дублажа | Ралица Ботева                                                                    |
| Озвучаващи артисти  | Даниела Йорданова Силвия Русинова Илиян Пенев Пламен Манасиев Светозар Кокаланов |